# Bisacodyl
Bisacodyl ist ein Arzneistoff aus der Gruppe der Laxantien zur Behandlung von Darmträgheit, insbesondere auch bei neurologisch bedingter. Bisacodyl kann als Triphenylmethan-Derivat betrachtet werden, bei dem ein Phenylrest durch einen Pyridinrest ersetzt wurde. Wie das ältere, strukturell ähnliche Phenolphthalein wird Bisacodyl als Abführmittel eingesetzt. Es wurde lange Zeit nur unter dem Namen Dulcolax® verkauft und ist mittlerweile auch als Generikum in der Apotheke erhältlich.

## Geschichte
Die chemische Verbindung wurde erstmals im Jahre 1953 – neben anderen Verbindungen – in einer Patentschrift der Firma Dr. Karl Thomae GmbH (heute zu Boehringer Ingelheim gehörend) beschrieben.
Zur Synthese wurden in dem Patent mehrere Wege genannt. Edukt war Pyridin-2-carbaldehyd, welcher mit verschiedenen  Phenolen und aromatischen Aminen wie Anilin kondensiert wurde. Mit Phenol wurde Bis(4-hydroxyphenyl)-2-pyridylmethan (4,4′-Dihydroxyphenyl-2-pyridylmethan) gebildet. Acetylierung der Hydroxyphenyl-Substituenten führte zum Diacetat, d. h. doppelten Essigsäureester. Unter dem Handelsnamen Dulcolax wurden verschiedene Darreichungsformen von Thomae mit großem Erfolg vertrieben.

## Anwendung
Bisacodyl ist erhältlich als Dragees oder Zäpfchen. Als Zäpfchen tritt die Wirkung nach 15 bis 30 Minuten, als Dragee nach 6 bis 12 Stunden ein.

## Wirkungsweise
Als Zäpfchen wirkt es nur im Enddarm, während es, oral eingenommen, zunächst über den enterohepatischen Kreislauf in den Dickdarm gelangt und dort von Bakterien zu Diphenolen umgesetzt wird. Die Umsetzungsprodukte führen zu einer erhöhten Motilität des Darms und bewirken, dass durch den schnelleren Transport dem Darminhalt weniger Wasser entzogen werden kann. Aus dem Umweg über die Leber erklärt sich der spätere Wirkungsbeginn und die länger anhaltende Wirkung bei oraler Gabe. Der genaue Wirkmechanismus bei Anwendung als Suppositorium (Zäpfchen)  ist dagegen noch unklar.

## Nebenwirkungen
Bei Anwendung in Zäpfchenform können lokale Reizerscheinungen auftreten. Elektrolytverschiebungen im Serum konnten auch nach jahrzehntelanger Einnahme nicht beobachtet werden. Auch die häufig genannte Gewöhnung tritt in der Realität auch bei langem Gebrauch sehr selten auf. Nachgewiesene Nebenwirkungen können krampfartige Bauchschmerzen, auf Grund der motorischen Wirkung, sein. Ein Übertritt in die Muttermilch findet nur minimal statt und ist wirkungslos auf das gestillte Kind.

## Handelsnamen
Monopräparate
Bekunis Dragées (D), Bisco-Zitron (D), Drix (D), Dulcolax (D, A), Dulcolax-Bisacodyl (CH), Florisan (D), Laxagetten (D), Laxans (D), Medibudget Abführdragées (CH), Mediolax (D), Muxol (CH), Prontolax (CH), Pyrilax (D), Tavolax (CH), Tirgon (D)
Kombinationspräparate
A. Moll´s Abführdragées (A), Laxabene (A), Prepacol (D, A)